# Šturlićka Platnica
Šturlićka Platnica falu Bosznia-Hercegovinában, a Bosznia-hercegovinai Föderáció Una-Szanai kantonjában.

## Fekvése
Bosznia-Hercegovina északnyugati részén, Bihácstól légvonalban 25, közúton 34 km-re északra, Cazintól légvonalban 12, közúton 17 km-re északnyugatra, a Platnica-patak völgye feletti dombháton fekszik. Házai zömmel a dombháton vezető út mentén, két sorban helyezkednek el.

## Népessége
| Nemzetiségi csoport | Népesség 1991 | Népesség 2013 |
| ------------------- | ------------- | ------------- |
| Szerb               | 1             | 0             |
| Bosnyák             | 896           | 715           |
| Horvát              | 1             | 11            |
| Jugoszláv           | 0             | 0             |
| Egyéb               | 2             | 31            |
| Összesen            | 900           | 757           |

## Története
A Šturlićka Platnica-i muszlim gyülekezet az egyik legrégebbi gyülekezet a cazini medzslisz területén. A gyülekezet tíz falucskát foglal magában, 220 háztartással, amelyek tíz négyzetkilométeren helyezkednek el. A dzsemat a következőkből áll: Crnaja I és II, Debeljak, Ledenac, Bećirevići, Tričići, Džehveri, Tepići, Čovići és Topčagići, a vezetéknevekből pedig a következők vannak a legtöbben: Bećirević, Beganović, Tevišević, Čović, Ledenac, Bećirević, Čović, Ćhbanagić, Džehbanagić, Tričić.
A gyülekezet eredetére pontos adat nincs, azt azonban biztosan tudni, hogy a 19. század végén mecset volt itt, és állandó imámja volt. A mecset fából készült, és a 20. század harmincas évek közepéig szolgálta a helyi muszlimokat. Helyére 1935-ben építettek és nyitottak meg egy második mecsetet, amely kőből (földszint) és fából (emelet) készült, a minaret pedig fából készült és fémlemezzel volt fedve. Ez a mecset az 1970-es évek végéig üzemelt. A mai mecset 1980-ban épült és nyílt meg. A boszniai háború során 1992-1995. a mecset és a gyülekezeti ház jelentős károkat szenvedett.
A működés során nagyszámú imám szolgált a gyülekezetben. A rendelkezésre álló adatok azt mutatják, hogy Rizvić efendi 1889 óta szolgált a gyülekezetben, de nincs pontos információ, hogy mikor. Említik még Horić (Čaušević) efendit, aki a két világháború között szolgált. A helyére került 1938-ban Huskić efendi, akit a kommunista hatóságok más gyülekezetekkel együtt üldöztek Srbacban 1950-ben (Cazin-felkelés). Utána Bećirović, Hamza Arnaut, Ibrahim Babić, Abdullah Bećirević, és Hafiz Bećirević efendi következett, aki 1982-ig szolgált, amikor elköltözött ebből a világból, és a mecsettől nem messze lévő temetőben temették el. Helyére Ismet Barčić efendi került, aki 1992 közepéig maradt, majd Gornja Koprivnába költözött. A háborús időszakban, 1995. március végéig az imámi szolgálatot Fikret Crnkić efendi látta el, aki jelenleg Ljubijankićiben szolgál. Helyét 1995 áprilisában Hasan Nadarević efensi került, aki ma is ellátja imám feladatait a gyülekezetben.

## Nevezetességei
A helyi mecset 1980-ban nyílt meg.